# Chronik der Regierungskrise in der Elfenbeinküste im April 2011
Die Chronik der Regierungskrise in der Elfenbeinküste im April 2011 erfasst die Ereignisse im Zusammenhang mit der Regierungskrise in der Elfenbeinküste 2010/2011.
Die Chronologie ist nach Jahren und Monaten geordnet. Ereignisse die über einen längeren Zeitraum wirken sind am frühestmöglichen Datum einsortiert.

## Bis 4. April
| Datum                              | Ereignis      | Ort                 | Beschreibung | Anmerkung, Quellen   |
| ---------------------------------- | ------------- | ------------------- | --- | -------------------- |
| Morgen des 1. April                | Kontrolle     | Abidjan             | Die Forces républicaines de Côte d’Ivoire (FRCI) kontrollierten fast die ganze Stadt. Sie belagerten den Präsidentenpalast im Stadtviertel Plateau und die Präsidentenresidenz im Stadtteil Cocody. | [ 1 ]                |
| 1. April                           | Opfer         | Yamoussoukro        | Die Ermordung eines französischen Staatsbürgers wurde bekannt. | [ 2 ]                |
| 1. April                           | Medien        |                     | Die FRCI gab an, dass das staatliche Fernsehen seit dem Vorabend unter ihrer Kontrolle sei. | [ 3 ]                |
| 1. April                           | Infrastruktur | Abidjan             | Die im Land stationierten Truppen der Opération des Nations Unies en Côte d’Ivoire (ONUCI) übernahmen die Kontrolle über den Flughafen Abidjan. | [ 3 ]                |
| 1. April                           | Kontrolle     |                     | Laut Alain Leroy von ONUCI waren die meisten Sicherheitskräfte desertiert. Der Chef der ONUCI, Choi Young Jin, sprach von 50.000 Polizisten und Gendarmen die ihren Dienst verweigerten. Laurent Gbagbo befahl, seiner Meinung nach, zu dem Zeitpunkt nur mehr über die Republikanische Garde und seine Spezialeinheiten.                                                                         | [ 4 ]                |
| 1. April                           | Kämpfe        |                     | Die Forces de défense et de sécurité (FDS) und die paramilitärische Gendarmerie gab größtenteils ihren Kampf gegen die Truppen der FRCI auf. Lediglich die Republikanische Garde kämpfte weiter. | [ 2 ]                |
| 1. April                           | Kontrolle     |                     | Einige Generäle, darunter der Kommandant der ivorischen Bodenstreitkräfte, General Firmin Detoh, erklärten öffentlich zukünftig das Kommando von Alassane Ouattara zu akzeptieren. | [ 2 ]                |
| 1. April                           | Kundgebung    | Yopougon in Abidjan | Anhänger Gbagbos zogen durch die Straßen. | [ 1 ]                |
| 1. April                           | Blockade      | Hotel du Golf       | Die Blockade bestand nicht mehr. | [ 1 ]                |
| 1. April                           | Verlautbarung |                     | Der Chef der Sondereinheit des Militärs zur Verbrechensbekämpfung (CECOS) verkündete, dass sich alle Einheiten der Armee Ouattara zu unterstellen hätten und kündigte eine strafrechtliche Verfolgung bei Nichtbeachtung an. | [ 1 ]                |
| 1. April                           | Plünderungen  |                     | Bewaffnete Milizen, angeblich Gbagbo-treu, drangen systematisch in Einkaufszentren und Luxuswohnanlagen ein, die sie geplündert und verwüstet hinterließen. Dabei wurden angeblich sowohl die Villa von Gbagbos Generalstabschef Philippe Mangou als auch die Wohnanlage des ehemaligen Premierministers Pascal Affi N’Guessan geplündert.                                                        | [ 1 ]                |
| 1. April                           | Plünderungen  |                     | Berichten zufolge führten Angehörige der Jeunes Patriotes (COJEP), wie schon seit dem Abend des Vortags, zahlreiche Plünderungen durch und griffen Ausländer an. | [ 2 ]                |
| 1. April                           | Plünderungen  | Abidjan             | Die französische Armee ging in den Abidjaner Stadtteilen Treichville, Marcory, Koumassi und Zone 4 gegen Plünderer vor und brachte zahlreiche Ausländer in Sicherheit. So wurden in Abidjan 500 Ausländer (darunter 150 Franzosen) in ein das Militärcamp der Opération Licorne in Port Bouët gebracht.                                                                                           | [ 2 ] [ 1 ] [ 5 ]    |
| 1. April                           | Kontrolle     | Abidjan             | Die ONUCI übernahm die Kontrolle über den Flughafen Abidjan. Der ivorische Militärkommandant übergab das Kommando freiwillig. Wegen der Grenzschließung durch Ouattara am Vorabend stellte er seinen Betrieb ein. Sie nahmen dort angeblich Mamadou Koulibaly bei der Flucht nach Ghana fest. | [ 2 ] [ 1 ]          |
| 1. April                           | Kämpfe        |                     | Pakistanische ONUCI-Soldaten töteten fünf ivorische Soldaten. Diese waren angeblich Anhänger von Gbagbo. | [ 6 ]                |
| 1. April                           | Kämpfe        | Abidjan             | Truppen von Ouattara belagerten die Präsidentenpalast, welcher Feuer fing und über dem eine Rauchsäule stand. | [ 2 ] [ 5 ]          |
| 1. April                           | Kämpfe        | Abidjan             | Den ganzen Tag über fanden Kämpfe mit Artillerie und Panzerabwehrwaffen um die Präsidentenresidenz statt. | [ 2 ] [ 5 ]          |
| 1. April                           | Gbagbo        |                     | Frankreichs Botschafter, Jean-Marc Simon, ging davon aus, dass sich Gbagbo im Präsidentenpalast befunden habe. Alain Toussaint, Sprecher von Gbagbos Partei Front Populaire Ivoirien (FPI) schloss einen Rücktritt oder eines Aufgabe von Gbagbo kategorisch aus. Die UNO stellte Gbagbo freies Geleit im Falle eines Rückzugs in Aussicht.                                                       | [ 5 ] [ 2 ]          |
| 1. April                           | Opfer         |                     | Laut dem UN-Hochkommissariat für Menschenrechte (UNHCHR) trafen immer mehr Berichte über Menschenrechtsverletzungen von Ouattara-treuen Truppen ein. Vor allem die westlichen Regionen um Guiglo und Daloa seien davon betroffen. | [ 5 ]                |
| 2. April                           | Medien        |                     | In einer im Fernsehen übertragenen Rede forderte Gbagbos Militärsprecher die Sicherheitskräfte auf, sich zum Dienst zu melden. Ein Fernsehsprecher sagte, Gbagbo befinde sich in seiner Residenz. Gbagbo-Truppen hatten offenbar das Gebäude des Staatsfernsehens Radiodiffusion-Télévision ivoirienne (RTI) zurückerobert. Nach anderen Berichten verfügte er über eine mobile Sendeeinrichtung. | [ 7 ] [ 8 ] [ 6 ]    |
| 2. April                           | Kämpfe        |                     | Bei einem Angriff auf ein ONUCI-Fahrzeug mit einer Bazooka wurden vier UN-Soldaten schwer verletzt. | [ 9 ] [ 6 ]          |
| Wochenende vom 2. auf den 3. April | Kämpfe        | Abidjan             | Die Kämpfe hielten an. Es wurden von beiden Seiten schweres Gerät wie Mörser und Raketenwerfer eingesetzt. Schauplätze der Kämpfe waren die Rundfunkanstalt, den Präsidentenpalast und mehrere Kasernen. | [ 9 ]                |
| Wochenende vom 2. auf den 3. April | Kämpfe        | Abidjan             | Der Gbagbo-treuen Republikanischen Garde gelang es, das Gebäude des Rundfunksenders RTI zurückzuerobern. | [ 9 ]                |
| 2. April                           | Kämpfe        | Abidjan             | Die Intensität der Kämpfe war im Vergleich zum Vortag, geringer. | [ 10 ]               |
| 2. April                           | Plünderungen  | Abidjan             | Gruppen der Jeunes Patriotes sollen durch die Stadt gezogen sein. Laut der Einschätzung des französischen Generalstabes war die Stadt „offen für Plünderer“. Berichten zufolge patrouillierten in einigen Stadtteilen französische Soldaten. | [ 10 ]               |
| 2. April                           | Kämpfe        |                     | Bei Kämpfen zwischen ONUCI-Soldaten und der Präsidentengarde (= Republikanische Garde) kamen fünf ivorische Soldaten ums Leben. | [ 10 ]               |
| Wochenende vom 2. auf den 3. April | Verstärkung   |                     | Die ursprünglich 5000 FRCI-Soldaten wurden durch etwa 4000 Mann zusätzlich verstärkt. | [ 11 ]               |
| bis zum 3. April                   | Kämpfe        | Abidjan             | Anscheinend hielt die loyal zu Gbagbo stehende Präsidentengarde mit circa 2500 Soldaten den schwer umkämpften Präsidentenpalast und die Residenz des Präsidenten. | [ 12 ]               |
| 3. April                           | Offensive     | Abidjan             | Laut Aussagen aus dem Lager von Ouattara sammelte die FRCI ihre Truppen vor den Toren Abidjans für einen „letzten Angriff“. | [ 6 ] [ 12 ]         |
| 3. April                           | Kontrolle     | Abidjan             | Soldaten der Opération Licorne übernahmen die Kontrolle über den Flughafen Abidjan. | [ 12 ]               |
| 3. April                           | Mannstärke    |                     | Die Opération Licorne wurde um 300 Mann aufgestockt und hatte eine Mannstärke von 1400. | [ 9 ]                |
| 3. April                           | Evakuierung   |                     | Die französische Regierung gab bekannt, dass derzeit keine Evakuierung der 12.000 Franzosen geplant sei. | [ 9 ]                |
| 3. April                           | Flüchtlinge   | Abidjan             | 1700 Ausländer, darunter 800 Franzosen, harrten im Stützpunkt der Opération Licorne aus. | [ 12 ]               |
| Zwischen 28. März und 3. April     | Opfer         | Abidjan             | Das Leben in Abidjan wurde sehr schwierig. Berichten zufolge plünderten und marodierten Gruppen der Jeunes Patriotes in der Stadt. Es gab systematische Plünderungen ganzer Straßenzüge. Wasser und Strom waren größtenteils abgestellt und eine medizinische Versorgung nicht gewährleistet. Lebensmittel waren schwer verfügbar.                                                                | [ 12 ]               |
| Zwischen 28. März und 3. April     | Kämpfe        |                     | Die ONUCI berichtete von Kämpfen gegen Gbagbo-treue Soldaten. | [ 12 ]               |
| 3. April                           | Kämpfe        | Abidjan             | Die Republikanische Garde konnte den Präsidentenpalast und die Präsidentenresidenz halten. | [ 12 ]               |
| Bis zum 3. April                   | Flüchtlinge   |                     | Laut UN-Nothilfekoordinatorin Valerie Amos flüchteten bis dem Tag etwa 130.000 Menschen über die Grenze nach Liberia. Circa 25.000 flohen über Grand Gedeh Richtung Osten. Insgesamt waren etwa eine Million Menschen auf der Flucht. | [ 13 ] [ 14 ]        |
| 3. April                           | Loyalität     |                     | Der Chef der Gbagbo-Streitkräfte, General Phillippe Mangou, verließ nach fünf Tagen wieder die südafrikanische Botschaft in Abidjan. Es war unklar, ob der Armeechef zu Gbagbo zurückgekehrt ist. Berichten zufolge soll er wieder auf seinem Posten gewesen sein. Die Bevölkerung litt immer stärker unter Unsicherheit, Lebensmittelknappheit und Plünderungen.                                 | [ 11 ] [ 15 ] [ 16 ] |
| 3. April                           | Propaganda    | Abidjan             | Gbagbo ruft seine Anhänger zu den Waffen. Zahlreiche Unterstützer versammelten sich vor seinem Wohnsitz und bildeten einen menschlichen Schutzschild. | [ 17 ]               |
| Wochen vor dem 4. April            | Kämpfe        |                     | Laut Ban Ki-Moon beschossen Gbagbos Truppen oppositionelle Stadtviertel und Friedensdemonstrationen mit Artillerie, was zahlreiche Menschenleben forderte. | [ 11 ]               |
| Tage vor dem 4. April              | Kämpfe        | Abidjan             | Laut dem Leider der ONUCI, Choi Young-jin wurde das Hauptquartier der Organisation beschossen und von der Wasserversorgung getrennt. Dabei wurden 20 Soldaten teilweise schwer verletzt. | [ 18 ]               |

## 4. April
| Datum                                                                          | Ereignis    | Ort                | Beschreibung | Anmerkung, Quellen                 |
| ------------------------------------------------------------------------------ | ----------- | ------------------ | --- | ---------------------------------- |
| Morgen des 4. April                                                            | Offensive   | Abidjan            | Nach eigenen Angaben griffen 2000 FRCI-Kämpfer die Stadt an und vereinigten sich in der Stadt mit den Kämpfern der „Unsichtbaren Kommandos“. Die FRCI wurde von den Nachbarstaaten unterstützt. | [ 18 ]                             |
| 4. April                                                                       | Offensive   | Abidjan            | Der designierte Ministerpräsident Guillaume Soro erklärte, Abidjan sei „reif für eine Schnelloffensive“. Am Vorabend hatte Ouattara mitteilen lassen, dass seine Truppen in Kürze die letzten Stellungen Gbagbos stürmen wollten. | [ 15 ]                             |
| 4. April                                                                       | Offensive   | Abidjan            | Die FRCI sammelte etwa 9000 Soldaten am Nordrand der Stadt und begann den Angriff am späten Nachmittag. | [ 11 ]                             |
| 4. April                                                                       | Offensive   | Abidjan            | Kurz vor dem Angriff der FRCI forderten Gbagbo-treue Milizen die Bevölkerung auf, sich in der Kathedrale zu versammeln und zu beten. RTI sendete bis zu der Zerstörung der mobilen Sendestation durch einen Luftangriff, Aufrufe an die Bevölkerung, Bibelpassagen über die Apokalypse zu lesen. | [ 11 ]                             |
| 4. April                                                                       | Evakuierung | Abidjan            | Die UN evakuierten ihr Hauptquartier. | [ 19 ]                             |
| Nachmittag 4. April                                                            | Offensive   | Abidjan            | Truppen Ouattaras stießen in die Stadt vor. | [ 19 ]                             |
| 4. April                                                                       | Kämpfe      | Abidjan            | Helikopter der UN-Mission hätten den Präsidentenpalast und die Residenz Gbagbos angegriffen. Dies sagte der UNOCI-Sprecher Hamadoun Touré. Nach Zeugenaussagen hätten sie zudem das Militärlager Akouédo angegriffen, das von Gbagbo-Getreuen gehalten wird. Zuvor wurde das Sebroko Hotel, in dem die ONUCI ihr Hauptquartier hat von Raketen, Granaten und schweren Geschützen angegriffen und vier Soldaten verletzt, worauf Ban Ki-Moon die Operation Licorne um Hilfe bat. Auch sollen zwei ukrainische Hubschrauber der UN-Mission selbst und drei Helikopter der französischen Streitkräfte beteiligt gewesen sein. Es wurden Raketen und schwere Maschinenkanonen eingesetzt. Laut Ban Ki-Moon galt der Angriff schweren Gerät, dass von der Republikanischen Garde auch gegen Zivilisten eingesetzt wurde. Deshalb sei der Angriff auch keine Parteinahme gewesen, argumentiere er. | [ 20 ] [ 19 ] [ 18 ] [ 15 ] [ 18 ] |
| 4. April                                                                       | Offensive   | Abidjan            | Die FRCI begann eine Offensive und versuchte ihre Flügel in Plateau und Cocody zu vereinigen. | [ 14 ]                             |
| 4. April                                                                       | Loyalität   | -                  | Kämpfer der FDS legten angeblich größtenteils ihre Waffen nieder. Lediglich die Republikanische Garde kämpfte noch. | [ 18 ]                             |
| 4. April                                                                       | Flucht      | -                  | Circa 250 Ausländer wurden mit vier Flugzeugen nach Dakar und Lomé ausgeflogen. | [ 14 ]                             |
| 4. April                                                                       | Flüchtlinge | Abidjan            | Die französische Armee richtete neben dem Hauptquartier der Operation Licorne zwei zusätzliche Sammelpunkte für Ausländer ein. Die französische Botschaft in Plateau und das Hotel Wafou im Süden der Stadt waren aber für die meisten nicht zu erreichen. | [ 15 ]                             |
| 4. April                                                                       | Kämpfe      | Abidjan            | Die Kämpfe finden vor allem zwischen den Jeunes Patriotes und den den Gbagbo ergebenen Resten der FDS einerseits und der FRCI andererseits statt. | [ 21 ]                             |
| 4. April                                                                       | Opfer       | Duékoué            | Sidiki Konaté, Sprecher von Guillaume Soro, gab bekannt, dass die FRCI gemeinsam mit dem Roten Kreuz (IKRK) und ONUCI in den letzten Tagen 152 Leichen gezählt habe. Dies ist wesentlich weniger als frühere Angaben. Mitgezählt wurden auch Opfer der Kämpfe und Opfer von Gbagbos Milizen. Die eigenen Zählungen erhöhte ONUCI inzwischen auf 430 Tote. | [ 22 ]                             |
| 4. April                                                                       | Entführung  | Abidjan            | Gbagbos Truppen haben angeblich fünf Ausländer, darunter zwei Franzosen entführt. | [ 23 ]                             |
| 4. April                                                                       | Flüchtlinge | Duékoué            | In den zwei Auffanglagern in lebten inzwischen 30.000 Flüchtlinge in Duékoué. Laut der Hilfsorganisation Jugend Eine Welt sind alleine im Don Bosco-Zentrum in der Stadt Duékoué 30.000 Flüchtlinge. | [ 22 ] [ 24 ]                      |
| 4. April                                                                       | Rücktritt   | -                  | Ein UNO-Mitarbeiter gab bekannt, dass Gbagbo zwar prinzipielle Bereitschaft bekundet habe zurückzutreten, aber noch verhandelt werde. Außerdem habe er die UNO um Schutz gebeten. Vorher hieß es in einem internen UNO-Papier er sei schon zurückgetreten. Die französische Regierung betätigte Geheimverhandlungen, nicht aber den Rückzug Gbagbos. | [ 25 ] [ 25 ]                      |
| Früher Abend des 4. April                                                      | Kämpfe      | Abidjan            | Es fanden heftige Gefechte mit schwerer Artillerie statt. | [ 23 ]                             |
| Später Abend des 4. April                                                      | Kämpfe      | Abidjan            | Am späten Abend behauptete, Anne Oulouto, eine Sprecherin von Ouattara, die FRCI sei in die Residenz Gbagbos eingedrungen. | [ 19 ]                             |
| Abend des 4. April bei Einbruch der Dunkelheit, bzw. in der Nacht zum 5. April | Kämpfe      | Norden von Abidjan | Vier französische Kampfhubschrauber feuerten auf das Gendarmerielager Agban, um dort schwere Waffen zu zerstören. UN-Generalsekretär Ban Ki-Moon hatte Frankreich um den Einsatz zum Schutz der Zivilbevölkerung ersucht. | [ 11 ] [ 19 ]                      |
| Nacht vom 4. auf den 5. April                                                  | Kämpfe      | Abidjan            | Laut der Aussage von Anne Oulouto, einer Sprecherin Ouattaras, brachten die FRCI die Residenz Gbagbos in ihre Gewalt. | [ 26 ] [ 27 ]                      |

## 5. April
| Datum                         | Ereignis           | Ort               | Beschreibung | Anmerkung, Quellen          |
| ----------------------------- | ------------------ | ----------------- | --- | --------------------------- |
| Morgen des 5. April           | Kämpfe             | Abidjan           | Truppen von Gbagbo verteidigten Stellungen gegen die FRCI. Die Kämpfe konzentrierten sich in der Gegend um den Präsidentenpalast. | [ 26 ]                      |
| 5. April                      | Kämpfe             | -                 | Laut seiner Erklärung von Ban Ki-Moon wurden in den Tagen zuvor durch Gbagbos Truppen das UN-Hauptquartier, UN-Patrouillenfahrzeuge und medizinische Hilfskonvois mit schweren Waffen angegriffen. | [ 11 ]                      |
| 5. April                      | Verhandlungen      | -                 | Gbagbo verhandelte nach Angaben des französischen Außenministers Alain Juppé mit Ouattara über sicheres Geleit in ein Drittland. Einem internen UN-Dokument zufolge reagierte er auf den militärischen Druck und trat ab. Er habe um Schutz der Vereinten Nationen (UN) gebeten. Er selbst bestritt dies in einem Telefoninterview mit dem französischen Sender LCI und betonte er werde Ouattara Wahlsieg niemals schriftlich bestätigen. Außerdem beklagte er die Einflussnahme der UNO und der französischen Regierung und betonte, dass das dadurch verschobene Kräftegleichgewicht Ouaddera davon abhalte zu verhandeln. Er sei kein Märtyrer und wolle nicht sterben. | [ 15 ] [ 18 ] [ 28 ] [ 18 ] |
| 5. April                      | Verhandlungen      | -                 | Laut französischen Diplomaten verweigerte Gbagbo die Unterschrift auf ein von Ouattara verfasstes Dokument, in dem er den Wahlsieg Ouattaras anerkennt. | [ 29 ]                      |
| Im Laufe des 5. April         | Kämpfe             | Abidjan           | Die FRCI eroberte die wichtigsten Stellungen von Gbagbos Truppen. | [ 11 ]                      |
| 5. April                      | Verhandlungen      | -                 | Gbagbo bestätigte dem französischen Sender RFI, dass seine Truppen größtenteils vernichtet seien. Seine Militärs verhandelten angeblich, er selbst aber denke nicht an Gespräche und beteuerte nicht ausreisen zu wollen, da er nicht wisse wohin. | [ 28 ]                      |
| 5. April                      | Verhandlungen      | -                 | Laut Ali Coulibaly, dem von Ouattara bestellten ivorischen Botschafter in Frankreich zeigte Gbagbo Interesse an Verhandlungen über seinen Rücktritt. Das sagte er in einem Interview mit France „Info Radio“. | [ 26 ]                      |
| 5. April                      | Verhandlungen      | Abidjan           | Berichten zufolge floh Alcide Djédjé, der Außenminister Gbagbos, in die französische Botschaft. Laut seinen Angaben zum BBC am Nachmittag sei „der Krieg vorbei“. Er behauptete, dass die Verhandlungen ergeben hätten, dass die FDS die Waffen niederlege, sich in den Kasernen sammle und von der ONUCI beschützt würden. Auch Gbagbos Residenz sollte von der UNO beschützt werden. Sein Anwalt behauptete im Gegensatz dazu, dass Djédjé lediglich gegen die französischen Angriffe protestieren wollte und er gegen seinen Willen festgehalten werde. | [ 15 ] [ 11 ] [ 11 ] [ 18 ] |
| 5. April                      | Waffenstillstand   | -                 | Der Militärchef der FDS, Philippe Mangou, rief zum Waffenstillstand auf. Seine Truppen hätten den Widerstand aufgegeben. | [ 25 ] [ 15 ]               |
| 5. April                      | Aufenthalt Gbagbos | Cocody in Abidjan | Hamadoun Touré, der Sprecher von ONUCI sprach davon, dass Gbagbo in einem Bunker in der Präsidentenresidenz in Cocody aufgehalten habe. Die UNO gab ebenfalls an, dass er sich vermutlich in einem Bunker unter der Präsidentenresidenz befand. Auch Alcide Djedje, der ehemalige Außenminister Gbagbos, bestätigte diese Vermutung. | [ 15 ] [ 26 ] [ 25 ] [ 18 ] |
| 5. April                      | Kämpfe             | Abidjan           | Ouattara-Truppen hielten sowohl die Präsidentenresidenz als auch den Präsidentenpalast umstellt. | [ 15 ]                      |
| 5. April                      | Zivilleben         | Abidjan           | Fast alle Geschäfte waren geschlossen und die meisten Straßen menschenleer. | [ 18 ]                      |
| 5. April                      | Kämpfe             | Abidjan           | Berichten von AFP zufolge waren, besonders aus Plateau, wo der Präsidentenpalast liegt, Schüsse zu hören. | [ 19 ]                      |
| Nachmittag des 5. April       | Kämpfe             | Cocody in Abidjan | In dem Stadtteil, wo die Residenz liegt, war Kampflärm zu hören. | [ 18 ]                      |
| 5. April                      | Diplomatie         | -                 | Die südafrikanische Außenministerin Maite Nkoana-Mashabane, die den Vorsitz im UN-Sicherheitsrat innehatte, hielt die Luftschläge vom 4. April für nicht vereinbar mit dem Missionsziel der ONUCI. Der Vorsitzende der Afrikanischen Union (AU), Teodoro Obiang Nguema Mbasogo, äußerte sich ähnlich und betonte, dass keine „ausländische Militärintervention“ autorisiert wurde. | [ 15 ]                      |
| Von November bis zum 5. April | Opfer              | -                 | In dem Konflikt kamen mindestens 3000 Menschen ums Leben. | [ 15 ]                      |
| 5. April                      | Vereinte Nationen  | -                 | Alain Le Roy, der Uno-Untergeneralsekretär für Einsätze zur Friedenssicherung, verteidigte die UNO-Beteiligung an den Kämpfen mit den Resolutionen 1933, 1962 und 1975. | [ 26 ]                      |
| Nachmittag des 5. April       | Verhandlungen      | -                 | Der Kommandeur der Republikanischen Garde bat die UNO um die Sicherheit seiner Soldaten. | [ 18 ]                      |
| 5. April                      | Verhandlungen      | -                 | Auch der französische Premier François Fillon sprach von zwei Generälen Gbagbos die über Kapitulationsbedingungen verhandelten. | [ 30 ] [ 18 ]               |
| 5. April                      | Verhandlungen      | -                 | Laut der Aussage des französischen Verteidigungsministers Gérard Longuet, verhandelte Gabgo über seine Ausreise. Er war außerdem optimistisch, dass sich die Situation in den nächsten Stunden lösen werde. | [ 18 ]                      |
| 5. April                      | Kapitulation       | -                 | Zahlreiche Angehörige der Republikanischen Garde gaben den Kampf auf. | [ 31 ]                      |
| 5. April                      | Verhandlungen      | -                 | Ahoua Don Mello, ein Sprecher Gbagbos, bestätigte Verhandlungen über eine Kapitulation. | [ 31 ]                      |

## Nach dem 5. April
| Datum                                      | Ereignis         | Ort                       | Beschreibung | Anmerkung, Quellen          |
| ------------------------------------------ | ---------------- | ------------------------- | --- | --------------------------- |
| Im Laufe und in der Nacht auf den 6. April | Plünderungen     | -                         | Es fanden massive Plünderungen durch die Jeunes Patriotes statt. Außerdem wurden mehrere Menschen entführt. | [ 29 ]                      |
| Morgen des 6. April                        | Gesellschaft     | -                         | Ouattara befahl allen Polizisten und Gendarmen unverzüglich wieder zum Dienst zu erscheinen. Aufgrund der Situation in Abidjan war die Resonanz aber gering. | [ 32 ]                      |
| 6. April                                   | Kämpfe           | -                         | Alain Juppé, der Außenminister Frankreichs, bestritt, dass französische Truppen in Kampfhandlungen verwickelt gewesen seien. Sie beschützten, wie immer, lediglich Ausländer. | [ 33 ]                      |
| 6. April                                   | Suche            | Abidjan                   | Laut Aussagen der ONUCI hielt sich Gabgo in einem Bunker in der Residenz auf. Er soll dort mit ein paar Getreuen ausgeharrt haben. | [ 28 ] [ 33 ]               |
| 6. April                                   | Waffenstillstand | -                         | Die ONUCI gab bekannt, dass sich die Truppen Gbagbos weitestgehend an einen zuvor vereinbarten Waffenstillstand hielten. | [ 28 ]                      |
| Morgen des 6. April                        | Kämpfe           | Abidjan                   | Die FRCI griffen am abermals die Residenz in Cocody an. Angriffer erfolgten außerdem auf den Präsidentenpalast im Stadtteil Plateau sowie die große Kaserne von Agban im Stadtteil Williamsville. Die Angriffe erfolgten auf direkten Befehl Ouadderas. Dieser beklagte sich über die langsamen Verhandlungen, betonte aber, dass Gbagbo lebend gefangen werden müsse. Der Angriff wurde mittags ohne Ergebnis abgebrochen, nachdem die FRCI schon im Gebäude war. | [ 29 ] [ 33 ] [ 29 ]        |
| 6. April                                   | Suche            | Abidjan                   | Gbagbo soll sich in einem Bunker unter der Residenz aufgehalten haben. Bei ihm waren angeblich circa 150 Soldaten der Republikanischen Garde. Darunter sollen sich auch angolanische Söldner befinden. Anderen Berichten zufolge sollen sich bis zu 200 Anhänger bei ihm befunden haben. | [ 29 ] [ 34 ]               |
| 6. April                                   | Anhänger         | -                         | Gbagbo verfügte am 6. April noch über circa 1000 Anhänger. | [ 34 ]                      |
| 6. April                                   | Kämpfe           | Abidjan                   | Laut Ouattara-Kommandeuren waren auf den Dächern rund um die Residenz, unter anderem der Residenz des japanischen Botschafters, Heckenschützen postiert. | [ 29 ]                      |
| Nachmittag des 6. April                    | Kämpfe           | Abidjan                   | Die Kämpfe hörten auf. Vorerst war kein Grund dafür bekannt. | [ 33 ]                      |
| 6. April                                   | Unterstützung    | -                         | Die französische Zeitung Le Canard enchaîné zitierte ein hochrangiges Mitglied des französischen Geheimdienstes. Nach dessen Aussagen soll dieser die Offensive der FRCI mit Hinweisen zur Taktik versorgt haben. Außerdem soll Munition und FAMAS-Sturmgewehre geliefert worden sein. | [ 35 ]                      |
| 6. April                                   | Aufarbeitung     | -                         | Ahoua Don Mello, ein Sprecher Gbagbos, sprach im Zusammenhang mit den Angriffen auf die Residenz von einem „Attentatsversuch“ und beschuldigte die französische Armee der Teilnahme. Diese wies die Vorwürfe zurück. | [ 31 ]                      |
| 6. April                                   | Kämpfe           |                           | Ein Sprecher Ouattaras betonte, dass seine Regierung der FRCI aufgetragen habe Gbagbo und seine Familie lebend zu verhaften. Man wolle aus ihm keinen Märtyrer machen. | [ 31 ]                      |
| Abend des 6. April                         | Diplomatie       | Europa                    | Der ungarische Außenstaatssekretär Zsolt Nemeth forderte im Namen des ungarischen EU-Ratsvorsitzes vor dem Europaparlament, dass Gbagbo vor Gericht gestellt werden müsse. | [ 36 ]                      |
| Nacht vom 6. zum 7. April                  | Kämpfe           | Abidjan                   | In der nahm die Opération Licorne die Residenz, von einem Hubschraubern aus, unter Beschuss. Als Grund wurde ein Angriff der in der Residenz verschanzten Kräfte auf die direkt daran grenzende französische Botschaft genannt. | [ 37 ]                      |
| In der Nacht zum 7. April                  | Kämpfe           | Abidjan                   | Anhänger Gbagbos griffen die angrenzende Residenz des japanischen Botschafters an. Laut Außenministerium brachte die französische Armee den Botschafter Yoshifumi Okamura und seine Mitarbeiter per Hubschrauber in Sicherheit. Die, in einem Zimmer verschanzten Japaner hatten die UNO und Frankreich um Hilfe gebeten, weil Gbagbo-Anhänger in das Gebäude eindrangen, mit Gewehren und Raketen schossen und schwere Waffen auf dem Dach in Stellung brachten und benachbarten Botschaften und der Zivilbevölkerung gedroht haben sollen. Auch die Botschaften von Indien und Israel baten Frankreich um Evakuierung.     | [ 32 ] [ 36 ] [ 37 ] [ 34 ] |
| 7. April                                   | Belagerung       | Abidjan                   | Gbagbo befand sich in dem Bunker in der, von FRCI Kräften umzingelten, Residenz. Laut der Zeitung Jeune Afrique wurde er von circa 200 Soldaten beschützt. Darunter sollen 92, auf den Häuserkampf spezialisierte, angolanische Kämpfer der Unidade da Guarda Presidencial gehören. Diese sollen die Residenz auch vermint haben. Die Berichte wurden von angolanischer Regierungsseite zurückgewiesen. | [ 37 ] [ 36 ] [ 32 ] [ 38 ] |
| 7. April                                   | Belagerung       | Abidjan                   | Ouattara erklärte die Residenz zum Sperrgebiet. | [ 39 ]                      |
| 8. April                                   | Ausgangssperre   | -                         | In einer Fernsehansprache lockerte Ouattara die Ausgangssperre. Statt 12:00 Uhr bis nächsten Morgen setzte er sie auf 18:00 Uhr. Damit sollte die Lage wieder normalisiert werden. Außerdem rief er Polizei und Gendarmerie auf wieder zu ihrer Arbeit zurückzukehren. Zusätzlich forderte er die Westafrikanische Zentralbank (BCEAO) auf die Arbeit in der Elfenbeinküste wieder aufzunehmen und bat um eine Aufhebung der EU-Sanktionen. Dann erklärte er das Gebiet um die Residenz zum Sperrgebiet. Er beschwor die nationale Einheit und kündigte an, alle Plünderer und Verantwortlichen für Massaker zu bestrafen.   | [ 40 ] [ 39 ] [ 40 ]        |
| 8. April                                   | Plünderungen     | Abidjan                   | Die Situation in der Stadt war sehr schlecht. Es waren zahlreiche Waffenträger unterwegs und viele Straßenzüge wurden in den Tagen zuvor geplündert. Strom und Wasser waren faktisch nicht vorhanden und die Lebensmittel gingen zu Ende. Ouattaras Regierung rief das IKRK auf die Leichen zu bergen und die medizinische Versorgung sicherzustellen. Sein Verteidigungsministerium betonte die Wichtigkeit der Bewegungsfreiheit des IKRK. | [ 40 ]                      |
| 8. April                                   | Massaker         | Westen der Elfenbeinküste | Der Sprecher des UNO-Hochkommissariats für Menschenrechte, Rupert Colville, gab bekannt, dass in den letzten 24 Stunden an drei Plätzen mehr als 100 Leichen entdeckt wurden. Vermutlich waren die meisten Opfer von ethnischen Motiven. | [ 41 ] [ 42 ]               |
| 8. April                                   | Hilfe            | Abidjan                   | Caritas International gab bekannt, dass wegen der Kämpfe, Hilfe nicht möglich sei. Im Zentrum der Bemühungen standen deshalb die 130.000 Flüchtlinge in Liberia. Es fehlte an Medikamenten, Lebensmitteln, Wasser, Kleidung und Notunterkünften. | [ 41 ]                      |
| 8. April                                   | Hilfe            | -                         | Der Arbeiter-Samariter-Bund (ASB) schickte ein Erkundungsteam mit 100 Kilogramm Medikamenten und medizinischen Material in die Elfenbeinküste. | [ 41 ]                      |
| 8. April                                   | Kämpfe           | Abidjan                   | Der UNO-Untergeneralsekretär Alain Le Roy sagte, dass Gruppen Gbagbos Geländegewinne verzeichneten. Sie hätten Teile der Stadt wieder unter ihre Kontrolle gebracht. Sie seien bis auf einen Kilometer an das Hotel, in dem die Vereinten Nationen ihr Hauptquartier haben, herangekommen. | [ 43 ]                      |
| 8. April                                   | Kämpfe           | -                         | Der französischen Rundfunksender Europe 1 meldete, dass Gbagbo von angolanischen Elitesoldaten unterstützt wurde. | [ 43 ]                      |
| 9. April                                   | Kämpfe           | -                         | Gbagbo-Truppen gewannen wieder an Boden. Nach UNO-Angaben griffen sie das Hauptquartier von Ouattara mit Mörsern an. Alain Le Roy von der UN-Friedensmission meinte, die Kampfpause und die Verhandlungen in der vergangenen Woche sei offenkundig nur ein Ablenkungsmanöver gewesen, „um ihre Position zu verstärken“. | [ 44 ] [ 45 ]               |
| 9. April                                   | Sanktionen       |                           | Teile der EU-Sanktionen wurden aufgehoben. Die Vermögenswerte der Häfen von Abidjan und San-Pedró, einer Raffinerie und der Behörde für den Kakaoexport wurden wieder freigegeben. | [ 43 ]                      |
| 9. April                                   | Kämpfe           | Abidjan                   | Kampfhubschrauber der UNO und der französischen Streitkräfte beschossen, auf Anordnung von Ban Ki Moon, die Residenz. Nach einem Sprecher der ONUCI waren die Angriffe eine Reaktion auf die Angriffe auf das UNO-Hauptquartier vom Vortag. | [ 46 ]                      |
| 9. April                                   | Kämpfe           | Abidjan                   | Laut einem UN-Sprecher griffen Gbagbos Truppen erstmals das Hotel du Golf an. Die UN-Truppen hätten zurückgeschossen. Als die Kämpfe tags darauf abebbten, flüchteten hunderte Bewohner aus der Umgebung. Gbagbos Sprecher Ahoua Don Mello widersprach dem am tag darauf energisch und behauptete, der Angriff habe niemals stattgefunden. | [ 47 ]                      |
| 9. April                                   | Massaker         | -                         | Human Rights Watch (HRW) warf der FRCI vor, bei der Offensive Hunderte vermeintliche Anhänger Gbagbos ermordet zu haben. Auch Gbagbos Truppen hätten Massaker mit mehr als hundert Opfern verübt. Ouattaras UNO-Vertreter wies die Vorwürfe zurück und behauptete die FRCI-Einheiten hätten nur helfen wollen. | [ 47 ] [ 48 ]               |
| Wochenende des 9. und 10. Aprils           | Kämpfe           | Abidjan                   | Gbagbos Truppen brachten die Stadtteile Cocody und Plateau unter ihre Kontrolle. Das Hotel du Golf wurde mit Mörsern beschossen, worauf sich ein Gefecht entwickelte, das mindestens vier Menschen das Leben kostete. | [ 44 ]                      |
| In der Nacht vom 9. zum 10. April          | Kämpfe           | Abidjan                   | Milizen beschossen von Koumassi aus über die Lagune das UN-Hauptquartier in Port-Bouët. | [ 49 ]                      |
| Vor dem 10. April                          | Stellungen       | Abidjan                   | Die Stellungen von Gbagos Truppen in Cocody und Plateau wurden massiv ausgebaut. Gbagbo soll zu dem Zeitpunkt noch über circa 1000 Soldaten, mehrere Panzer, Raketenwerfer und gepanzerte Mannschaftswagen verfügt haben. | [ 44 ]                      |
| 10. April                                  | Kämpfe           | Abidjan                   | Ein Sprecher Gbagbos erklärte gegenüber einer Nachrichtenagentur, der behauptete Angriff habe nicht stattgefunden. UNOCI habe diese Berichte „erfunden“, um einen erneuten Angriff der UNO und Frankreichs vorzubereiten. Französische und UN-Kampfhubschrauber beschossen gepanzerte Fahrzeuge in der Nähe des Präsidentenpalastes sowie vor Gbagbos Residenz in Cocody. Damit sollten schwere Waffen des Gbagbo-Lagers neutralisiert werden, die in den letzten drei bis vier Tagen damit Zivilisten angegriffen hätten. Augenzeugenberichten zufolge sollen die Hubschrauber gepanzerte Fahrzeuge beschossen haben.       | [ 50 ] [ 51 ] [ 48 ]        |
| 10. April                                  | Kontrolle        | Abidjan                   | Inzwischen kontrollierten Gbagbos Truppen auch wieder das Gebäude des Radiodiffusion-Télévision ivoirienne (RTI). | [ 44 ]                      |
| Wochenende des 9. und 10. April            | Lage             | -                         | Außer in Cocody und Plateau war es relativ ruhig. Trotzdem waren immer noch viele Menschen auf der Flucht ins Umland und es lag Leichengeruch über Abidjan. Es gab zu wenig Nahrungsmittel und keine medizinische Versorgung mehr. Die Menschen gingen wegen der Gefahr nicht auf die Straße. | [ 44 ]                      |
| 6. bis 10. April                           | Kämpfe           | Abidjan                   | Seit circa 6. April beschossen Truppen von Gbagbo laut UN-Angaben das Hotel in dem sich UN-Büros befanden. | [ 52 ]                      |
| Abend des 10. April                        | Gefechte         | Abidjan                   | Onuci griff mit Raketen die Residenz und mehrere Kasernen an. Dabei waren die beiden UNO-Kampfhubschrauber und vier Kampfhubschrauber der Operation Licorne beteiligt. Der Angriff wurde direkt von Ban Ki-Moon angeordnet. Ouattara hatte die UNO zur Neutralisierung der schweren Waffen nach der Resolution 1975 aufgefordert. Es wurde kritisiert das die ONUCI die schweren Waffen der FRCI, die ebenfalls im Stadtgebiet eingesetzt wurden, nicht antastete. | [ 53 ]                      |
| 10. April                                  | Kundgebung       | Paris                     | Es fand eine Demonstration von 1500 Menschen für Gbagbo statt. | [ 53 ]                      |
| Nacht auf den 11. April                    | Gefechte         | Abidjan                   | Französische Kampfhubschrauber flogen Angriffe auf Artilleriestellungen bei der Residenz, auf die Kommandozentrale der Republikanischen Garde im Stadtzentrum, den als Waffenlager verwendeten Kulturpalast von Abidjan neben dem Hauptquartier der Republikanischen Garde, eine Marinebasis sowie Milizenstellungen im Stadtteil Koumassi im Süden. | [ 49 ]                      |
| Nacht auf den 11. April                    | Gefechte         | Abidjan                   | Hubschrauber der UNO und Frankreichs flogen massive Angriffe auf Truppen von Gbagbo. Französische Streitkräfte drangen außerdem gegen Morgen mit 30 gepanzerten Fahrzeugen in das Zentrum Abidjans vor. Anhänger Gbagbos hielten den Konvoi kurzzeitig auf, indem sie sich auf die Straße setzten. Anderen Berichten zufolge bewegten sie sich von Mittag an vom Süden Abidjans in Richtung Stadtzentrum, wo sich letzte Stellungen der Republikanischen Garde und anderer Gbagbo-loyaler Truppen befanden. | [ 54 ] [ 55 ] [ 49 ]        |
| Nacht auf den 11. April                    | Gefechte         | Abidjan                   | RTI wurde von UN-Truppen bombardiert und zerstört. Daraufhin stellte er den Sendebetrieb ein. | [ 56 ]                      |
| 11. April                                  | Verlautbarung    | Abidjan                   | Mamadou Toure, Sprecher von Ouattara, gab die Festnahme Gbagbos bekannt. Er sei in das Hotel du Golf gebracht worden. Auch Jean-Marc Simon, der französische Botschafter in Abidjan, bestätigte die Festnahme. Auch Youssoufou Bamba, UNO-Botschafter Ouattaras, stimmte dem zu, gab an, dass sich Gbagbo „lebt und wohlauf“ war und er vor Gericht gestellt werde. | [ 54 ]                      |
| 11. April                                  | Sitzung          | New York                  | Aufgrund der Festnahme Gbagbos trat der UNO-Sicherheitsrat zu einer Sondersitzung zusammen. | [ 54 ]                      |
| 11. April                                  | Verlautbarung    | -                         | Während französische Medien behaupteten, dass die Festnahme von französischen Soldaten durchgeführt wurde, widersprach das Oberkommando dem und betonte, dass keine französischen Truppen den Park oder die Residenz betreten hätten. Gbagbo sei von ivorischen Einheiten festgenommen worden. Auch Youssoufou Bamba stimmte dem ausdrücklich zu. Ein Sprecher Gbagbos hatte ebenfalls angegeben, dass Gbagbo von Soldaten der Operation Licorne festgenommen und danach der FRCI übergeben wurde. | [ 54 ] [ 55 ]               |
| 11. April                                  | Festnahme        | Abidjan                   | Spezialeinheiten der französischen Armee sollen es überhaupt erst ermöglicht haben, die Residenz von Gbagbo zu stürmen. | [ 49 ]                      |
| 11. April                                  | Festnahme        | Abidjan                   | Laut der Aussage von Toussaint Alain, einem Vertrauten Gbabos, ergab sich dieser widerstandslos und kam selbstständig aus dem Bunker. | [ 54 ]                      |
| 11. April                                  | Kontrolle        | Abidjan                   | Truppen von Gbagbo hielten immer noch große Teile von Plateau sowie von Cocody. | [ 49 ]                      |
| 11. April                                  | Festnahmen       | Elfenbeinküste            | Pascal Affi N’Guessan und andere hochrangige Vertraute Gbagbos sollen sich in französischer Haft befunden haben. Pascal Affi N’Guessan soll in Gefahr gewesen sein gelyncht zu werden. | [ 49 ]                      |
| 11. April                                  | Festnahme        | Elfenbeinküste            | Nach der Festnahme Gbagbos soll es zu spontanen Freudenfeiern gekommen sein. In von Gbagbo dominierten Stadtteilen von Abidjan blieb der Jubel allerdings aus. | [ 49 ] [ 57 ]               |
| 11. April                                  | Regierung        | Elfenbeinküste            | Die Regierung Soro III nahm die Arbeit auf. |                             |
| Nachmittag des 11. April                   | Kapitulation     | Elfenbeinküste            | Am Nachmittag legten viele der bisher noch loyal zu Gbagbo stehenden Einheiten die Waffen nieder und ergaben sich den französischen Streitkräften. | [ 55 ]                      |
| Nachmittag des 11. April                   | Festnahme        | Abidjan                   | Gbagbo wurde, zusammen mit seiner Frau Simone, festgenommen und in des Hotel du Golf gebracht. | [ 49 ]                      |
| Abend des 11. April                        | Aufruf           | Elfenbeinküste            | Gbagbo rief in einer kurzen Ansprache, in dem von Ouattara dominierten Fernsehsender Télévision Côte d’Ivoire (TCI), seine Anhänger dazu auf die Waffen niederzulegen. | [ 58 ] [ 57 ]               |
| Abend des 11. April                        | Fernsehansprache | Elfenbeinküste            | In der ersten Fernsehansprache nach der Festnahme kündigte Ouattara an, dass sich Gbagbo und diejenigen seiner Anhänger, die Verbrechen begangen hätten, sich vor Gericht verantworten müssten. Gbagbo und seine Familie seien in Sicherheit und unverletzt. Ouattara rief die Bevölkerung dazu auf von Racheakten abzusehen. Außerdem kündigte er eine Einrichtung nach dem Vorbild der südafrikanischen Wahrheits- und Versöhnungskommission an und rief die Jeunes Patriotes dazu auf die Waffen niederzulegen. Gbagbo solle in der Elfenbeinküste, und nicht am Internationalen Strafgerichtshof (ICC) angeklagt werden. | [ 57 ] [ 59 ] [ 60 ]        |
| 12. April                                  | Opfer            | New York                  | Die UN-Menschenrechtskommission gab bekannt, dass nach ihren Informationen seit Ende März 536 Menschen getötet wurden. | [ 61 ]                      |
| 12. April                                  | Situation        | Abidjan                   | Die Sicherheitslage war angespannt. Es wurde immer noch geschossen. Immer noch begaben sich Leute auf die Flucht. | [ 58 ] [ 59 ]               |
| 12. April                                  | Sanktionen       | Europa                    | Die EU kündigte an sämtliche Sanktionen gegen die Elfenbeinküste aufzuheben und den Wiederaufbau mit 180 Millionen Euro zu unterstützen. | [ 59 ] [ 62 ]               |
| 12. April                                  | Finanz           | Frankreich                | Frankreich wollte die Elfenbeinküste mit Soforthilfen von 400 Millionen Euro beistehen. | [ 59 ]                      |
| 12. April                                  | Opfer            | Abidjan                   | Désiré Asségnini Tagro starb in einer Klinik. Laut Ouattaras Sprechern war er unter den gemeinsam mit Gbagbo Festgenommenen wurde verletzt ins Hotel du Golf gebracht und später in eine Klinik eingeliefert, wo er schließlich am 12. April verstarb. Pascal Affi N’Guessan behauptete, dass Tagro im Hotel du Golf ermordet worden sei. | [ 62 ]                      |
| 12. April                                  | Loyalität        | Elfenbeinküste            | Laut Télévision Côte d’Ivoire (TCI) versicherte sich Ouattara der Loyalität sämtlicher Generäle der Boden-, Luft- und Seestreitkräfte. Außerdem soll Philippe Mangou der FDS befohlen haben sich unter dem Befehl Ouattaras zu stellen. Auch die Spitzen der Polizei in Abidjan versicherten Ouattara am 12. April ihre Treue. | [ 62 ] [ 63 ]               |
| 12. April                                  | Opfer            | Yopougon in Abidjan       | In Yopougon wurden 14 Leichen Jugendlicher gefunden, die durch Kopfschüsse getötet worden waren. | [ 63 ]                      |
| 12. April                                  | Stellungnahme    | Abidjan                   | Tahirou Sanogo, ein Angehöriger der Unsichtbaren Kommandos, gab über Reuters bekannt: „Es gibt noch viel zu säubern.“. | [ 63 ]                      |
| 12. April                                  | Stellungnahme    | Elfenbeinküste            | Jeannot Ahoussou-Kouadio, der Justizminister Ouattaras, gab bekannt, dass Gbagbo und einige ungenannte Mitarbeiter unter Hausarrest stehen. | [ 64 ]                      |
| 13. April                                  | Gefangener       | Elfenbeinküste            | Laut der UNO wurde Gbagbo von Abidjan weg und in den Norden der Elfenbeinküste gebracht. | [ 65 ]                      |
| 13. April                                  | Pressekonferenz  | Abidjan                   | Ouattara gab bei der ersten großen Pressekonferenz nach der Festnahme Gbagbos an, dass die Massaker in seinem Land in Kürze vom Internationalen Strafgerichtshof untersucht werden sollen. Außerdem sollte Gbagbo selbst auf nationaler und internationaler Ebene angeklagt werden. Der Export von Kakao konnte, seiner Darstellung nach, unverzüglich wieder aufgenommen werden. | [ 66 ]                      |
| 13. April                                  | Gefechte         | Elfenbeinküste            | In der Elfenbeinküste fanden, laut der UNO, immer noch Kämpfe und Plünderungen statt. | [ 66 ]                      |
| 15. April                                  | Meuterei         | Burkina Faso              | Im Nachbarland Burkina Faso kam es zu einer Meuterei verschiedener Militäreinheiten. Als Grund dafür galt unter anderem die, aufgrund der Regierungskrise in der Elfenbeinküste, in den Monaten zuvor stark angestiegenen Lebensmittelpreise. | [ 67 ]                      |
| 17. April                                  | Bündnisse        | -                         | Ibrahim Coulibaly versicherte in einem Interview mit der AP Ouattara seiner Gefolgschaft und bezeichnete ihn als Vaterfigur. | [ 68 ]                      |
| 20. April                                  | Gefechte         | Abidjan                   | Es fanden immer noch Kämpfe statt. Einwohner berichteten von Explosionen und schweren Gefechten in einem Stadtteil. Kämpfer der FRCI sollen mit Granaten Wohnsiedlungen beschießen und zivile Anhänger von Gbagbo versuchten zu fliehen. In anderen Stadtteilen öffneten inzwischen wieder die Geschäfte. | [ 69 ]                      |
| 20. April                                  | Beruhigung       | Elfenbeinküste            | Die Beamten kehren erstmals an ihren Arbeitsplatz zurück. Die Mehrheit der Regierungsgebäude, unter anderem das Parlament, wurden während der Kämpfe geplündert. | [ 69 ]                      |
| 20. April                                  | Beruhigung       | Elfenbeinküste            | Die Banken waren noch geschlossen. | [ 69 ]                      |
| 20. April                                  | Gefechte         | Innenstadt von San-Pedró  | Es wurden Kämpfe gemeldet. Dabei soll eine FRCI-Einheit versucht haben eine andere vom Plündern abzuhalten. Als schwere Waffen eingesetzt wurden griff die ONUCI schließlich ein und beendete die Kämpfe. | [ 68 ]                      |
| 21. April                                  | Gefechte         | Abobo in Abidjan          | Es brachen Kämpfe zwischen FRCI und den Unsichtbaren Kommandos aus, bei denen auch Mörsergranaten und Raketen eingesetzt wurden. Deren Hauptquartier wurde auf Befehl von Guillaume Soro angegriffen. Meyo Aka, ein Sprecher der Unsichtbaren Kommandos, erklärte, dass der Angriff nach einer Stunde zurückgeschlagen wurde. | [ 68 ]                      |
| 21. und 22. April                          | Gefechte         | Yopougon in Abidjan       | Es fanden Kämpfe zwischen der FRCI und Milizen von Gbagbo statt. | [ 70 ]                      |
| 25. April                                  | Gefechte         | Yopougon in Abidjan       | Es gab Geschützfeuer. Laut Einwohnern gab es schon in den vier Tagen zuvor Truppenbewegungen und Explosionen in dem Stadtteil. | [ 71 ]                      |
| 26. April                                  | Verhandlungen    | Abidjan                   | Die Unsichtbaren Kommandos stimmten einer Entwaffnung zu. | [ 72 ]                      |
| 27. April                                  | Gefechte         | Abobo in Abidjan          | Ibrahim Coulibaly wurde bei einer am Morgen begonnenen Offensive der FRCI getötet. Laut Angaben des FRCI nahm er Geiseln nachdem seine Soldaten entwaffnet werden sollten. Bei der darauffolgenden Eskalation kam Coulibaly, sechs Kämpfer der Unsichtbaren Kommandos und zwei Angehörige der FRCI ums Leben. | [ 72 ] [ 73 ]               |
| 27. April                                  | Gefechte         | Abobo in Abidjan          | Grund für die Kämpfe zwischen den Unsichtbaren Kommandos und den FRCI war die Weigerung der Kommandos sich zu entwaffnen. Zusätzlich soll Coulibaly ein Regierungsamt gefordert haben. Außerdem wurden der Miliz zahlreiche Plünderungen und andere illegale Taten vorgeworfen. | [ 74 ]                      |
| 28. April                                  | Normalisierung   | Abidjan                   | Erstmals nach den Kämpfen, öffneten Banken. Auch die Büros und Schulen öffneten wieder. | [ 73 ] [ 72 ]               |
| 28. April                                  | Festnahme        | Korhogo                   | Gbagbo soll sich in Korhogo befunden haben. | [ 72 ]                      |
| 28. April                                  | UNO              | New York                  | Der UN-Sicherheitsrat verlängerte mit der Resolution 1980 das Waffenembargo. Auch das Reiseverbot für Gbagbo und mehrere seiner Vertrauten wurde um ein Jahr verlängert. | [ 75 ]                      |